# Werelderfgoed
Werelderfgoed is cultureel en natuurlijk erfgoed dat wordt beschouwd als onvervangbaar, uniek en eigendom van de hele wereld, en waarvan het van groot belang wordt geacht om te behouden. 
Het UNESCO Werelderfgoedverdrag uit 1972 heeft als doel om erfgoed dat van unieke en universele waarde is voor de mensheid, beter te kunnen bewaren voor toekomstige generaties. Naast de internationale bescherming die een erfgoed krijgt door plaatsing op de UNESCO Werelderfgoedlijst, bevordert deze status ook het begrip tussen culturen.
Alleen erfgoed dat is ingeschreven op de Werelderfgoedlijst van UNESCO mag deze titel dragen. De lijst wordt jaarlijks samengesteld door het Werelderfgoedcomité, dat bestaat uit vertegenwoordigers van 21 wisselende landen.
Het materieel werelderfgoed bestaat sinds de 46e sessie van de Commissie voor het Werelderfgoed (2024) uit 1220 werelderfgoederen in 168 landen. Hiervan zijn 949 cultureel erfgoed (C), 231 natuurlijk erfgoed (N) en 40 gemengd erfgoed, een combinatie van C en N. Honderdeenennegentig landen hebben de Werelderfgoed Conventie geratificeerd. Ieder land is zelf verantwoordelijk voor bescherming en behoud van de eigen monumenten. 

## Nominatieproces

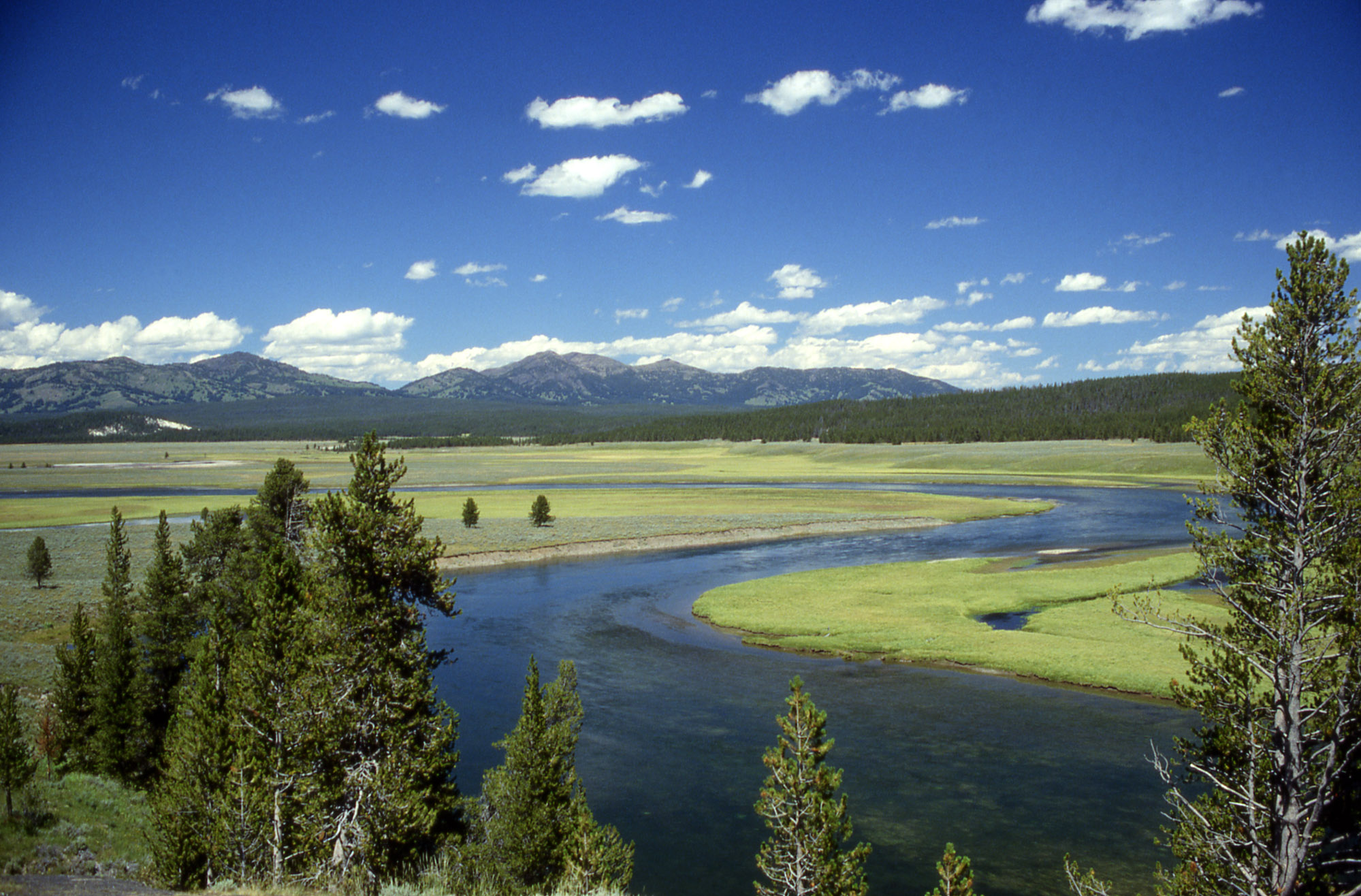
Yellowstone, een van de monumenten op de eerste Werelderfgoedlijst in 1978

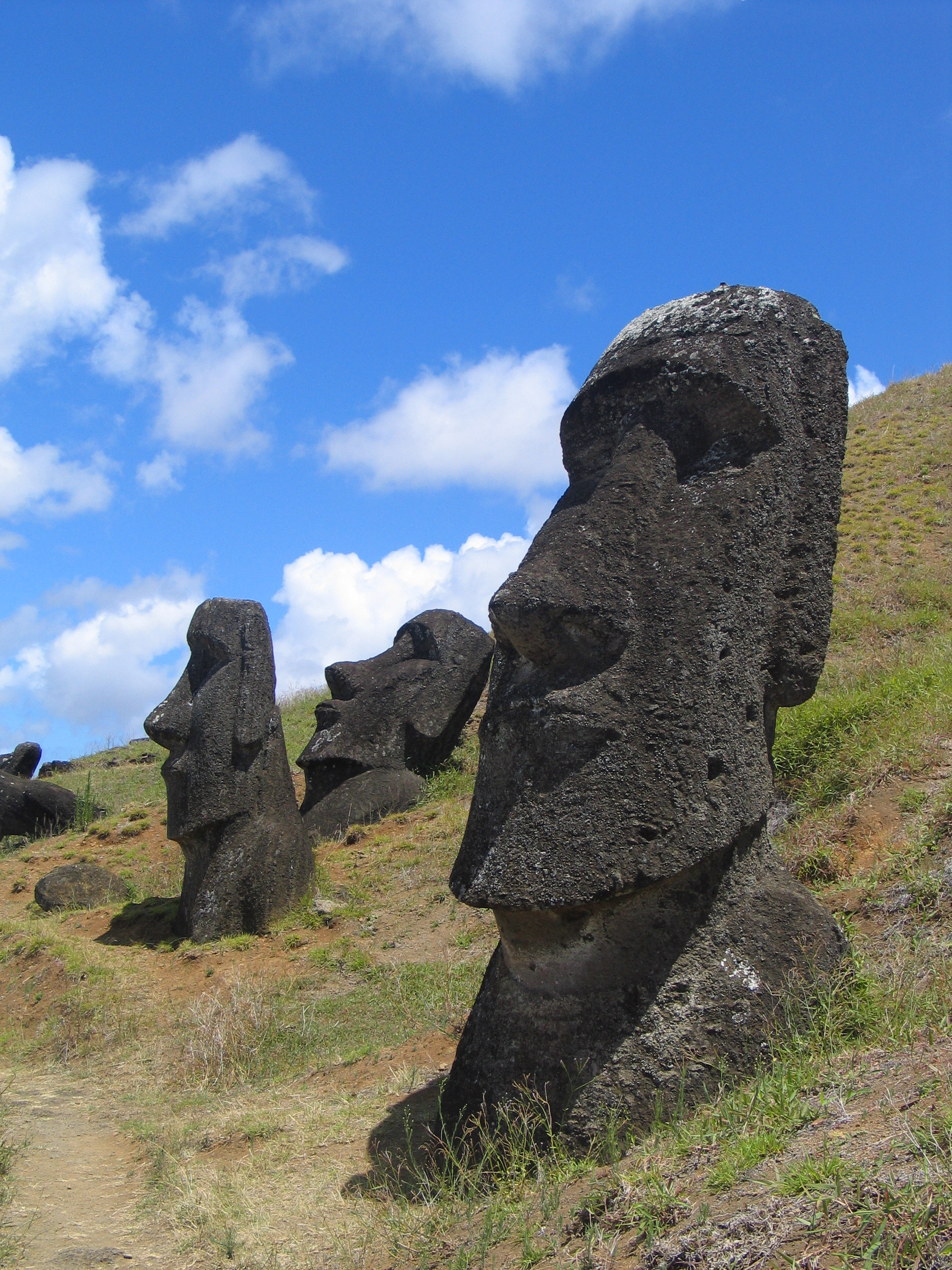
Paaseiland staat sinds 1995 op de werelderfgoedlijst van UNESCO. Het eiland voldoet aan de criteria I, III en V

Alleen landen die de Overeenkomst voor het Werelderfgoed hebben ondertekend, kunnen nominaties indienen.
De eerste stap is dan het opstellen van een Voorlopige lijst. Dit is een inventarisatie van alle belangrijke monumenten die het land de komende jaren van plan is te nomineren.
Vervolgens stelt het land een nominatiedossier samen met zo veel mogelijk informatie over het monument dat het als eerste wil laten inschrijven. Dit dossier moet onder andere gedetailleerde beschrijvingen bevatten van de unieke waarde van dit monument (bijvoorbeeld in vergelijking met soortgelijke monumenten elders in de wereld) en plannen die aantonen hoe het behoud van het monument is ingericht.
Dit dossier wordt ingezonden naar het ondersteunend bureau van het Werelderfgoedcomité. Als deze het compleet genoeg acht, wordt het ter beoordeling voorgelegd aan twee adviesorganen: voor de culturele erfgoederen ICOMOS en voor de natuurlijke IUCN.

### Criteria
Sinds 2005 is er één set van 10 criteria voor potentieel werelderfgoed, waarvan – naast het element van bijzondere universele waarde – aan minimaal één moet worden voldaan. Deze criteria worden als volgt gecodeerd en geformuleerd:
- (i). het vertegenwoordigt een meesterwerk van een creatief menselijk genie
- (ii). het stelt een belangrijke interactie van menselijke waarden tentoon, gedurende een tijdspanne of binnen een cultureel gedeelte van de wereld, voor ontwikkelingen in architectuur of technologie, monumentale kunsten, stadsontwerp of landschapsinrichting
- (iii). het draagt een unieke of ten minste een exceptionele getuigenis van een culturele traditie of een samenleving, die nog voortleeft of is verdwenen
- (iv). het is een bijzonder voorbeeld van een type gebouw of architectonisch of technologisch ensemble of landschap, dat significante stappen in de menselijke geschiedenis voorstelt
- (v). het is een bijzonder voorbeeld van een traditionele menselijke bewoning of landgebruik, dat een cultuur (of culturen) vertegenwoordigt, in het bijzonder wanneer het kwetsbaar is geworden ten gevolge van onomkeerbare veranderingen
- (vi). het is direct of tastbaar verbonden met gebeurtenissen of levende tradities, met ideeën, of geloof, met artistieke en literaire werken van bijzondere universele betekenis (de commissie beschouwt dit criterium alleen als toepasbaar in bijzondere omstandigheden en alleen in combinatie met een ander cultureel of natuurlijk criterium op de lijst)
- (vii). het bevat buitengewone natuurverschijnselen of gebieden van buitengewone natuurlijke schoonheid en esthetisch belang
- (viii). het is een bijzonder voorbeeld van belangrijke lopende ecologische en biologische processen in de evolutie en ontwikkeling van ecosystemen op het land, in zoet water, aan de kust en in en op zee, en van gemeenschappen van planten en dieren.
- (ix). het herbergt de belangrijkste natuurlijke onderkomens voor het behoud van biodiversiteit, inclusief die welke bedreigde soorten herbergen van buitengewone, universele betekenis
- (x). Het is een gebied met een exceptionele, natuurlijke schoonheid.

De uiteindelijke beslissing over het al dan niet opnemen van een monument op de Werelderfgoedlijst ligt bij het Werelderfgoedcomité. Dit Comité komt één keer per jaar bijeen om, op basis van de adviesrapporten, te oordelen over de nieuwe nominaties.
Het Werelderfgoedcomité kan een werelderfgoed plaatsen op de Lijst van bedreigd werelderfgoed. Dit gebeurt wanneer een grootschalig ingrijpen van buitenaf nodig is omdat het behoud in gevaar is. Met deze status kan acuut geld vrij worden gemaakt uit het Werelderfgoedfonds en wordt er internationale attentie gevraagd voor de bedreiging. Per juni 2011 geldt dit voor 35 monumenten, bijvoorbeeld voor de Middeleeuwse monumenten in Kosovo.
Als de unieke status van een werelderfgoed verdwijnt, kan het door het Comité helemaal van de Werelderfgoedlijst worden verwijderd. Sinds de aanvang van het Werelderfgoedverdrag zijn drie sites dusdanig beschadigd, dat de status UNESCO Werelderfgoed werd verloren. Dit gebeurde bijvoorbeeld met de erkenning van het cultuurlandschap van het Elbedal bij Dresden. Dit cultureel erfgoed werd volgens het Comité zodanig beschadigd door de bouw van de Waldschlösschenbrug dat de erkenning werd ingetrokken. Daarmee is dus ook een stuk geschiedenis, erfgoed van de Wereld, voor de toekomstige generaties verloren gegaan.

## Geschiedenis

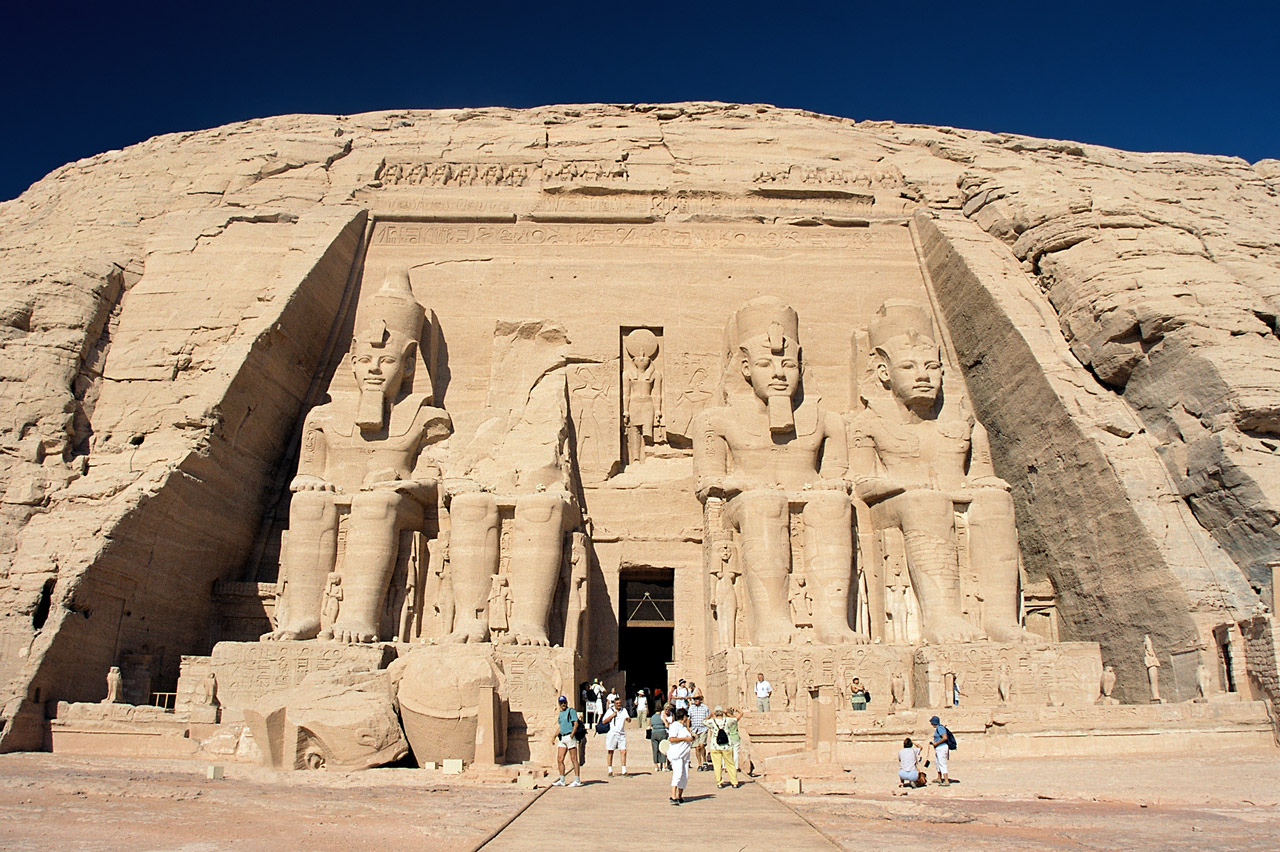
Aboe Simbel: de grote tempel van Ramses II

Directe aanleiding voor de overeenkomst was de bouw van de Aswandam in Egypte in 1959. Hierdoor kwam een vallei onder water te staan met daarin de ruim 3000 jaar oude tempels van Aboe Simbel. UNESCO lanceerde daarop een wereldwijde reddingsactie. De bedreigde tempels werden zorgvuldig gedemonteerd, naar een hogere locatie gebracht en daar stuk voor stuk weer opgebouwd. De kosten van dit project bedroegen zo’n 80 miljoen US dollar, waarvan 40 miljoen werd gedoneerd door 50 verschillende landen.
Deze actie werd wereldwijd als een groot succes beschouwd, en andere acties volgden (bijvoorbeeld voor Venetië, de ruïnes van Mohenjodaro in Pakistan, en de Borobudur in Indonesië). UNESCO en ICOMOS stelden daarop een concept overeenkomst op om het gezamenlijke erfgoed van de mensheid te beschermen.
De Verenigde Staten stonden aan de basis van het idee om behoud van culturele monumenten te combineren met natuurbehoud: een conferentie in 1965 riep op tot het instellen van een World Heritage Trust. De IUCN ontwikkelde vergelijkbare plannen, en die werden in 1972 gepresenteerd op een VN conferentie in Stockholm. Daar ook werd de Overeenkomst voor het werelderfgoed uiteindelijk gesloten.

### Ontwikkelingen vanaf 2000

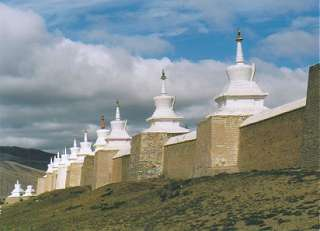
Erdene Zuu in de Orchonvallei, Mongools werelderfgoed in 2004

De jaarlijkse groei van de Werelderfgoedlijst heeft de discussie aangewakkerd of de lijst eindig is. Dit heeft in 2000 geleid tot het Besluit van Cairns, waarin het aantal nieuwe nominaties wordt beperkt en waarbij tegelijkertijd een meer evenwichtige inhoud wordt nagestreefd.
Prioriteit wordt in de eerste plaats gegeven aan nominaties van landen die nog niet zijn vertegenwoordigd op de lijst, en vervolgens aan nominaties van monumenten in ondervertegenwoordigde categorieën. Landen die al werelderfgoederen binnen hun grenzen hebben, mogen nog maar één nieuwe nominatie per jaar inzenden.
Bij een evaluatie in juli 2006 van deze Global Strategy om de Werelderfgoedlijst meer in balans te laten komen is afgesproken dat ieder land nu twee nieuwe monumenten per jaar mag indienen, waarvan er minimaal één een natuurlijk erfgoed moet zijn. Het totaal aantal te beoordelen nieuwe nominaties is maximaal 45 (inclusief die monumenten die in voorgaande jaren zijn terugverwezen voor meer informatie/onderbouwing en opnieuw worden genomineerd). De prioriteitenvolgorde is gelijk gebleven aan die van het Besluit van Cairns.

## Aantallen
Het materieel werelderfgoed bestaat sinds de 46e sessie van het Werelderfgoedcomité (2024) uit 1220 werelderfgoederen. Hiervan zijn 949 cultureel erfgoed (C), 231 natuurlijk erfgoed (N) en 40 gemengd erfgoed, een combinatie van C en N. Honderdeenennegentig landen hebben de Werelderfgoed Conventie geratificeerd. Ieder land is zelf verantwoordelijk voor bescherming en behoud van de eigen monumenten. Van deze lijst staan er 49 sites op de lijst van het bedreigde werelderfgoed, omdat het voortbestaan van dit erfgoed in gevaar is.

## Jaarlijkse bijeenkomsten Werelderfgoedcomité
Een overzicht van de jaarlijkse bijeenkomsten van het Werelderfgoedcomité, waar wordt besloten over nieuwe nominaties en richtlijnen.
| Sessie     | Jaar      | Gaststad/land                     |
| ---------- | --------- | --------------------------------- |
| 1e sessie  | 1977      | Parijs, Frankrijk                 |
| 2e sessie  | 1978      | Washington D.C., Verenigde Staten |
| 3e sessie  | 1979      | Caïro en Luxor, Egypte            |
| 4e sessie  | 1980      | Parijs, Frankrijk                 |
| 5e sessie  | 1981      | Sydney, Australië                 |
| 6e sessie  | 1982      | Parijs, Frankrijk                 |
| 7e sessie  | 1983      | Firenze, Italië                   |
| 8e sessie  | 1984      | Buenos Aires, Argentinië          |
| 9e sessie  | 1985      | Parijs, Frankrijk                 |
| 10e sessie | 1986      | Parijs, Frankrijk                 |
| 11e sessie | 1987      | Parijs, Frankrijk                 |
| 12e sessie | 1988      | Brasilia, Brazilië                |
| 13e sessie | 1989      | Parijs, Frankrijk                 |
| 14e sessie | 1990      | Banff, Canada                     |
| 15e sessie | 1991      | Carthago, Tunesië                 |
| 16e sessie | 1992      | Santa Fe, Verenigde Staten        |
| 17e sessie | 1993      | Cartagena, Colombia               |
| 18e sessie | 1994      | Phuket, Thailand                  |
| 19e sessie | 1995      | Berlijn, Duitsland                |
| 20e sessie | 1996      | Mérida, Mexico                    |
| 21e sessie | 1997      | Napels, Italië                    |
| 22e sessie | 1998      | Kioto, Japan                      |
| 23e sessie | 1999      | Marrakesh, Marokko                |
| 24e sessie | 2000      | Cairns, Australië                 |
| 25e sessie | 2001      | Helsinki, Finland                 |
| 26e sessie | 2002      | Boedapest, Hongarije              |
| 27e sessie | 2003      | Parijs, Frankrijk                 |
| 28e sessie | 2004      | Suzhou, China                     |
| 29e sessie | 2005      | Durban, Zuid-Afrika               |
| 30e sessie | 2006      | Vilnius, Litouwen                 |
| 31e sessie | 2007      | Christchurch, Nieuw-Zeeland       |
| 32e sessie | 2008      | Quebec, Canada                    |
| 33e sessie | 2009      | Sevilla, Spanje                   |
| 34e sessie | 2010      | Brasilia, Brazilië                |
| 35e sessie | 2011      | Parijs, Frankrijk                 |
| 36e sessie | 2012      | Sint-Petersburg, Rusland          |
| 37e sessie | 2013      | Phnom Penh, Cambodja              |
| 38e sessie | 2014      | Doha, Qatar                       |
| 39e sessie | 2015      | Bonn, Duitsland                   |
| 40e sessie | 2016      | Istanboel, Turkije                |
| 41e sessie | 2017      | Krakau, Polen                     |
| 42e sessie | 2018      | Manama, Bahrein                   |
| 43e sessie | 2019      | Bakoe, Azerbeidzjan               |
| 44e sessie | 2020-2021 | Fuzhou, Volksrepubliek China      |
| 45e sessie | 2022-2023 | Riyad, Saoedi-Arabië              |
| 46e sessie | 2024      | New Delhi, India                  |
| 47e sessie | 2025      | Parijs, Frankrijk                 |